# Тору Камикава
Тору Камикава (транслит. ; Кагошима, 8. јун 1963) је јапански фудбалски судија.
Један је од двојице најбољих азијских судија. Пред својим сународницима судио је четири утакмице на Светском првенству 2002. године. Између осталога и Бразилу као и Енглеској, што сматра врхунцем каријере. Више је пута био на СП-има млађих категорија. Судио је финални двобој последњег клупског СП-а између Сао Паула и Ливерпула. Редовни је учесник азијских првенстава.